# Adana
Adana este un oraș în partea central-sudică  a Turciei, pe râul Seyhan, Câmpia Ciliciei, la 30 km distanță de coasta Mării Mediterane, având 1.041.509 locuitori (1997). Este un important centru agricol și industrial, fiind unul dintre cele mai mari orașe ale Turciei.

## Istorie
Orașul Adana se află pe ruinele unei așezări hitite datând din aproximativ anul 1400 î.Hr. Cucerit de Alexandru cel Mare în 335-334 î.Hr., deveni mai târziu un post militar roman. La  sfârșitul secolului al VII-lea intră sub dominația dinastiei Abbasizilor și până în  secolul al XIV-lea tot trecu sub puterea unora și altora. La sfârșitul secolului al XIV-lea căzu în mâinile dinastiei Ramazanilor, o grupare turkmenă care avea să-și păstreze influența și după ce orașul fu cucerit de Imperiul Otoman, în 1516.

## Economie
Prosperitatea Adanei se datorează văilor fertile din împrejurimi și poziției sale de cap de pod pe ruta comercială care leagă Anatolia de Peninsula Arabă.